# San Antonio Spurs 2013-2014
La stagione 2013-14 dei San Antonio Spurs fu la 38ª nella NBA per la franchigia.
I San Antonio Spurs vinsero la Southwest Division della Western Conference con un record di 62-20. Nei play-off vinsero il primo turno con i Dallas Mavericks (4-3), la semifinale di conference con i Portland Trail Blazers (4-1), la finale di conference con gli Oklahoma City Thunder (4-2), vincendo poi il titolo battendo nella finale NBA i Miami Heat (4-1).

## Classifica
Southwest Division
|    | Classifica         | V  | P  | %    |
| -- | ------------------ | -- | -- | ---- |
| 1. | San Antonio Spurs1 | 62 | 20 | 75,6 |
| 2. | Houston Rockets 4  | 54 | 28 | 65,9 |
| 3. | Memphis Grizzlies7 | 50 | 32 | 61,0 |
| 4. | Dallas Mavericks8  | 49 | 33 | 59,8 |
| 5. | N.O. Pelicans      | 34 | 48 | 41,5 |

## Roster
| \| Pos. \| Num. \| Naz. \| Nome \| Altezza \| Peso \| Data nascita \| Provenienza \| \| ---- \| ---- \| ---- \| ----------------- \| ------- \| ------ \| ------------ \| ---------------------------------- \| \| A \| 11 \| \| Ayres, Jeff \| 206 cm \| 109 kg \| 29-04-1987 \| Arizona State \| \| C \| 16 \| \| Baynes, Aron \| 208 cm \| 118 kg \| 09-12-1986 \| Washington State \| \| A \| 3 \| \| Belinelli, Marco \| 196 cm \| 87 kg \| 25-03-1986 \| Fortituto Kontatto Bologna (Italy) \| \| A \| 15 \| \| Bonner, Matt \| 208 cm \| 109 kg \| 05-04-1980 \| Florida \| \| G \| 1 \| \| Brown, Shannon \| 193 cm \| 93 kg \| 29-11-1985 \| MSU \| \| A \| 23 \| \| Daye, Austin \| 211 cm \| 91 kg \| 05-06-1988 \| Gonzaga \| \| G \| 25 \| \| de Colo, Nando \| 195 cm \| 85 kg \| 23-06-1987 \| Cholet \| \| A/C \| 33 \| \| Diaw, Boris \| 203 cm \| 104 kg \| 16-04-1982 \| Pau-Orthez (France) \| \| A/C \| 21 \| \| Duncan, Tim \| 211 cm \| 112 kg \| 25-04-1976 \| Wake Forest \| \| G \| 20 \| \| Ginóbili, Emanuel \| 198 cm \| 93 kg \| 28-07-1977 \| Viola Reggio Calabria (Italy) \| \| G/AP \| 4 \| \| Green, Danny \| 198 cm \| 95 kg \| 22-06-1987 \| North Carolina \| \| G/AP \| 7 \| \| James, Damion \| 201 cm \| 102 kg \| 07-10-1987 \| Texas \| \| G \| 7 \| \| Jeffers, Othyus \| 196 cm \| 91 kg \| 05-08-1985 \| UIC Flames \| \| G \| 5 \| \| Joseph, Cory \| 191 cm \| 84 kg \| 20-08-1991 \| Texas \| \| A \| 2 \| \| Leonard, Kawhi \| 201 cm \| 102 kg \| 29-06-1991 \| San Diego State \| \| P \| 8 \| \| Mills, Patty \| 183 cm \| 79 kg \| 11-08-1988 \| Saint Mary's \| \| G \| 9 \| \| Parker, Tony \| 188 cm \| 82 kg \| 17-05-1982 \| Paris Basket Racing (France) \| \| A/C \| 22 \| \| Splitter, Tiago \| 211 cm \| 109 kg \| 01-01-1985 \| Baskonia (Spain) \| \| A \| 24 \| \| Thomas, Malcolm \| 206 cm \| 102 kg \| 08-11-1988 \| Pepperdine Waves \| | Allenatore - Gregg Popovich Assistente/i - Jim Boylen (Vice-allenatore) - Ime Udoka (Vice-allenatore) - Chip Engelland (Vice-allenatore) - Chad Forcier (Vice-allenatore) - Sean Marks (Vice-allenatore) - Will Sevening (Preparatore atletico) Legenda - (C) Capitano - (FA) Free agent - (S) Sospeso - (TW) Contratto Two-way - (GL) Assegnato a squadra G League affiliata - Infortunato Roster • Transazioni · Ultima transazione: 28 giugno 2014 |                                    |                   |         |        |              |                                    |
| Pos. | Num. | Naz.                               | Nome              | Altezza | Peso   | Data nascita | Provenienza                        |
| A | 11 | Stati Uniti (bandiera)             | Ayres, Jeff       | 206 cm  | 109 kg | 29-04-1987   | Arizona State                      |
| C | 16 | Australia (bandiera)               | Baynes, Aron      | 208 cm  | 118 kg | 09-12-1986   | Washington State                   |
| A | 3 | Italia (bandiera)                  | Belinelli, Marco  | 196 cm  | 87 kg  | 25-03-1986   | Fortituto Kontatto Bologna (Italy) |
| A | 15 | Stati Uniti (bandiera)             | Bonner, Matt      | 208 cm  | 109 kg | 05-04-1980   | Florida                            |
| G | 1 | Stati Uniti (bandiera)             | Brown, Shannon    | 193 cm  | 93 kg  | 29-11-1985   | MSU                                |
| A | 23 | Stati Uniti (bandiera)             | Daye, Austin      | 211 cm  | 91 kg  | 05-06-1988   | Gonzaga                            |
| G | 25 | Francia (bandiera)                 | de Colo, Nando    | 195 cm  | 85 kg  | 23-06-1987   | Cholet                             |
| A/C | 33 | Francia (bandiera)                 | Diaw, Boris       | 203 cm  | 104 kg | 16-04-1982   | Pau-Orthez (France)                |
| A/C | 21 | Isole Vergini Americane (bandiera) | Duncan, Tim       | 211 cm  | 112 kg | 25-04-1976   | Wake Forest                        |
| G | 20 | Argentina (bandiera)               | Ginóbili, Emanuel | 198 cm  | 93 kg  | 28-07-1977   | Viola Reggio Calabria (Italy)      |
| G/AP | 4 | Stati Uniti (bandiera)             | Green, Danny      | 198 cm  | 95 kg  | 22-06-1987   | North Carolina                     |
| G/AP | 7 | Stati Uniti (bandiera)             | James, Damion     | 201 cm  | 102 kg | 07-10-1987   | Texas                              |
| G | 7 | Stati Uniti (bandiera)             | Jeffers, Othyus   | 196 cm  | 91 kg  | 05-08-1985   | UIC Flames                         |
| G | 5 | Canada (bandiera)                  | Joseph, Cory      | 191 cm  | 84 kg  | 20-08-1991   | Texas                              |
| A | 2 | Stati Uniti (bandiera)             | Leonard, Kawhi    | 201 cm  | 102 kg | 29-06-1991   | San Diego State                    |
| P | 8 | Australia (bandiera)               | Mills, Patty      | 183 cm  | 79 kg  | 11-08-1988   | Saint Mary's                       |
| G | 9 | Francia (bandiera)                 | Parker, Tony      | 188 cm  | 82 kg  | 17-05-1982   | Paris Basket Racing (France)       |
| A/C | 22 | Brasile (bandiera)                 | Splitter, Tiago   | 211 cm  | 109 kg | 01-01-1985   | Baskonia (Spain)                   |
| A | 24 | Stati Uniti (bandiera)             | Thomas, Malcolm   | 206 cm  | 102 kg | 08-11-1988   | Pepperdine Waves                   |

### Playoff
|  | Denota le partite vinte |
|  | Denota le partite perse |